# Vanneaugobius canariensis
Vanneaugobius canariensis är en fiskart som beskrevs av Van Tassell, Miller och Brito, 1988. Vanneaugobius canariensis ingår i släktet Vanneaugobius och familjen smörbultsfiskar. Inga underarter finns listade i Catalogue of Life.
Exemplaren blir maximal 4,3 cm långa.
Denna fisk förekommer i havet kring Madeira (Portugal), Kanarieöarna (Spanien), Kap Verde och med flera från varandra skilda populationer längs Afrikas kustlinje från Marocko till Sierra Leone. Arten dyker till ett djup av 45 meter. Havets botten kan bestå av sand, slam, stenar och andra substrat med alger.
För beståndet är inga hot kända. Hela populationen bedöms som stor. IUCN listar arten som livskraftig (LC).